# Istanbulské železniční muzeum
Istanbulské železniční muzeum (turecky İstanbul Demiryolu Müzesi) je železniční muzeum, které se nachází na historickém nádraží İstanbul Garı v istanbulské čtvrti Sirkeci. Bylo otevřeno 23. září 2005. Vlastní ho a provozují turecké státní dráhy Türkiye Cumhuriyeti Devlet Demiryolları (TCDD). Na ploše 145 m² je vystaveno asi 300 historických předmětů. Jsou tu části vlaků a železničních stanic, fotografie a související dokumenty, nábytek a stříbrné předměty využívané v jídelních vozech, staniční kancelářské potřeby, kabina strojvedoucího z elektrického příměstského vlaku, výstražné tabule a další.